# Jeanne Ashworth
Jeanne Chesley Ashworth (Burlington, Vermont, 1938. július 1. – New York, 2018. október 4.) olimpiai bronzérmes amerikai gyorskorcsolyázó.

## Pályafutása
Három olimpián vett részt 1960, Squaw Valley, 1964, Innsbruck, 1968, Grenoble).
1960-ban bronzérmes lett 500 méteres távon.

## Sikerei, díjai
- Olimpiai játékok
  - bronzérmes: 1960, Squaw Valley